# Sringeri

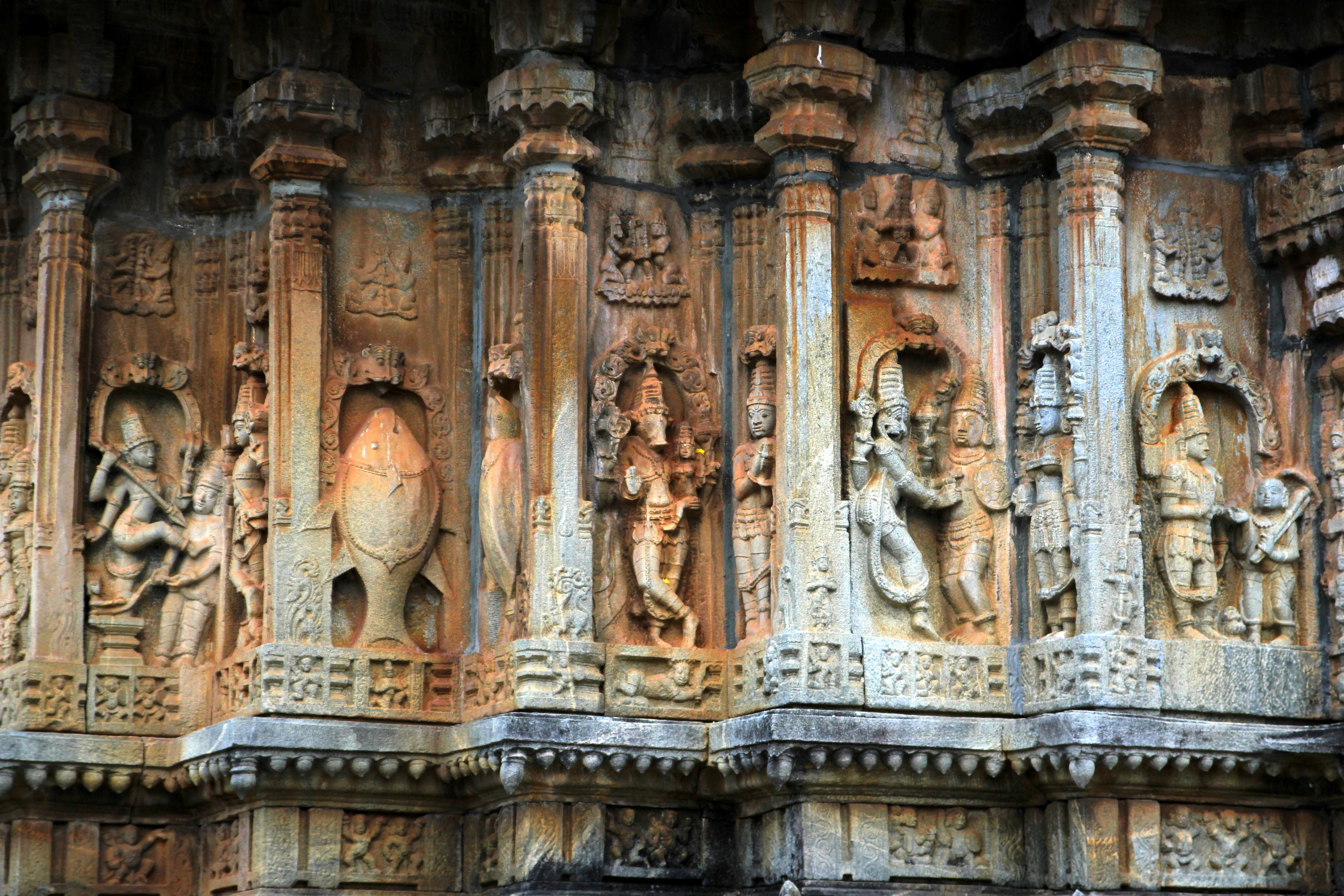
Figurenschmuck (10 Avatare Vishnus) am Vidyashankara-Tempel

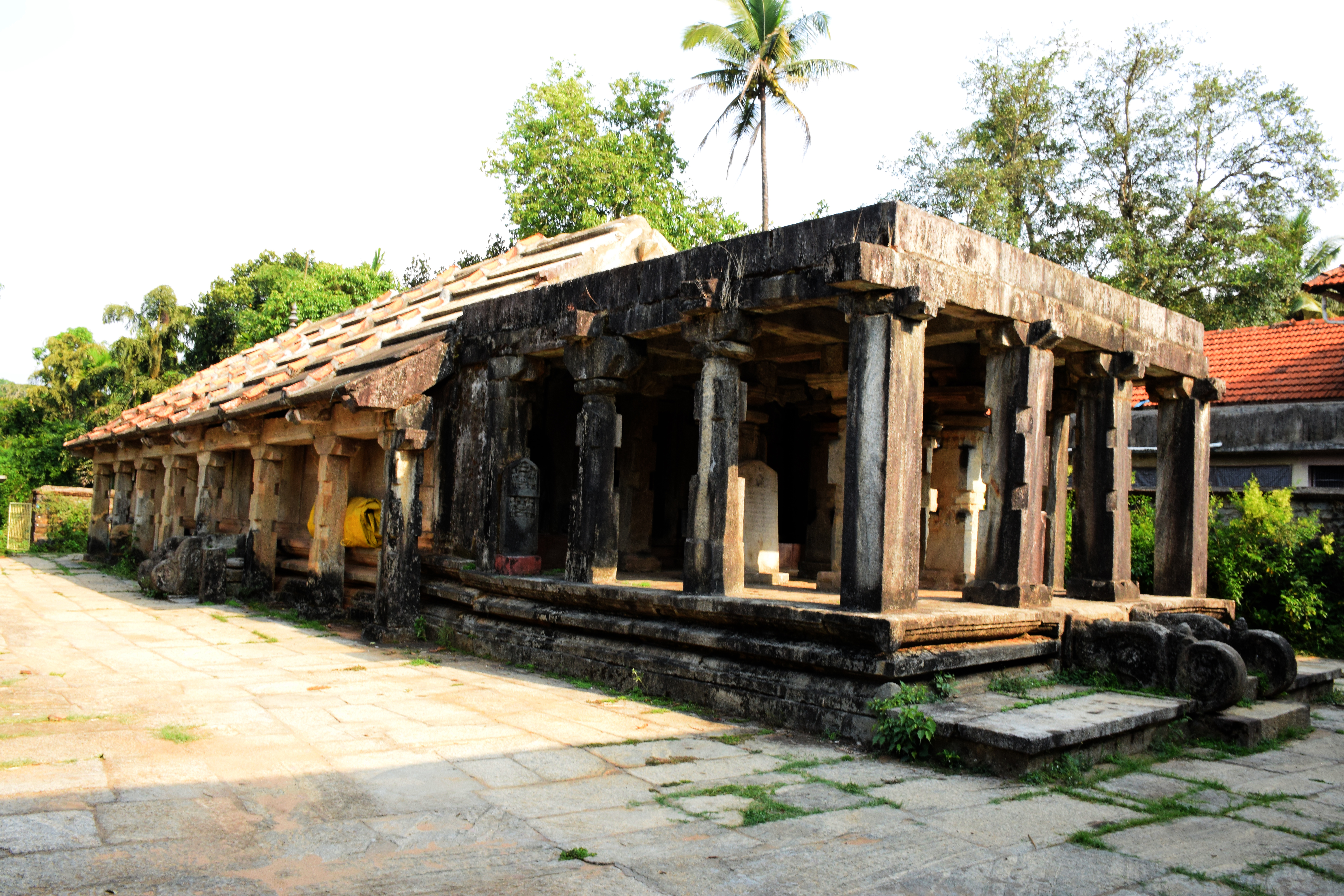
Sri Parshwanath-Tempel

Sringeri oder Sri Kshetra Shringeri (Kannada ಶೃಂಗೇರಿ) ist ein ca. 4.000 Einwohner zählender Ort im südindischen Bundesstaat Karnataka.

## Lage und Klima
Die Kleinstadt Sringeri liegt auf dem Dekkan-Hochland am Fluss Tunga etwa 320 km (Fahrtstrecke) westlich der Stadt Bangalore einer Höhe von ca. 670 m; die Distriktshauptstadt Chikkamagaluru ist ca. 85 km in östlicher Richtung entfernt. Das Klima ist warm bis heiß; Regen (ca. 3800 mm/Jahr) fällt fast nur in den sommerlichen Monsunmonaten.

## Bevölkerung
| Jahr      | 1991  | 2001  | 2011  |
| Einwohner | 4.146 | 4.249 | 3.922 |

Um die 94,5 % der Einwohner sind Hindus und ca. 5 % sind Moslems; der Rest verteilt sich auf andere Religionen (Jains, Sikhs, Buddhisten, Christen). Der Anteil der weiblichen und der männlichen Bewohner ist ungefähr gleich hoch.

## Wirtschaft
Die Bewohner der Kleinstadt leben direkt oder indirekt von der Landwirtschaft. Auch der Pilgertourismus spielt eine wichtige Rolle.

## Geschichte
Sringeri war ein Bauerndorf, in welchem sich im frühen 9. Jahrhundert eine klösterliche Gemeinschaft (matha) unter der Führung von Adi Shankara, dem Begründer der Advaita-Bewegung herausbildete.

## Sehenswürdigkeiten
- Der Sharadamba-Tempel ist möglicherweise der älteste Tempel des Ortes und geht auf Adi Shankara zurück; er wurde jedoch wiederholt umgestaltet und ist heute der Göttin Sharada Devi geweiht.
- Der dem Hindu-Gott Shiva geweihte Vidyashankara-Tempel wurde um die Mitte des 14. Jahrhunderts von Vidyaranya, dem geistigen Führer von Harihara I. und Bukka Raya I., den Gründern des Vijayanagar-Reiches, erbaut. In architektonischer Hinsicht vereint der Tempelbau Einflüsse der Hoysala- und der Vijayanagar-Architektur. Er besteht aus einer über Treppenaufgänge von drei Seiten zugänglichen Vorhalle (mandapa), einem Vorraum (antarala) und der von einem mehrfach gestuften Vimana-Turm überhöhten Cella (garbhagriha) mit dem Lingam. Die Turmspitze ist von einem gerippten Ringstein (amalaka) eingefasst, daneben finden sich mehrere Vasen (kalashas). Der Figurenschmuck der Außenwände besteht aus Götter- und Wächterfiguren, die jedoch überwiegend einzeln stehen und nur selten untereinander agieren.

Umgebung
- Der Sri Parshwanath-Tempel ist ein mittelalterlicher Jain-Tempel, der – trotz seines antiquierten Aussehens – in die Zeit um 1150 datiert wird. Die pfeilergestützte Vorhalle (mandapa) ist schmucklos und flachgedeckt, wohingegen der übrige Bau ein (später hinzugefügtes?) steinernes Schrägdach hat. Erwähnenswert ist überdies die Tatsache, dass die zentrale Figur des Tirthankaras Parshvanata, die eigenartigerweise auf einem Yoni-Sockel steht, von einer sich aus zwei ineinander verschlungenen Schlangenleibern entwickelnden Haube bekrönt wird.[4]